# Рыбников, Николай Николаевич (актёр)
Николай Николаевич Рыбников (1879—1956) — русский и советский актёр театра и кино, народный артист РСФСР (1937).

## Биография
Родился 10 августа (22 августа по новому стилю) 1879 года в Москве в семье бывшего крепостного.
После окончания одного курса гимназии, учился в Московском высшем техническом училище. С 1898 года в течение 20 лет работал в разных театрах Москвы и Российской империи — Рязани, Тифлиса, Уфы, Николаева, Пскова, Вильно и других городов.
В 1920 году Рыбников ушёл добровольцем в Красную Армию и служил два года флаг-секретарем командующего флотом, совмещая военную службу с деятельностью режиссёра драмтеатра, где работал по назначению Отдела народного образования Севастополя.
После демобилизации из армии, служил в Москве в театре бывшего Корша. С 1927 года Николай Рыбников — актёр Малого театра. Также снимался в кино, дебютировав в 1913 году.
Умер 21 января 1956 года в Москве. Похоронен на Новодевичьем кладбище (2 участок, 16 ряд).

## Награды и заслуги
- 2 ордена Трудового Красного Знамени (23.09.1937 — за выдающиеся заслуги в деле развития русского театрального искусства; 26.10.1949)
- Народный артист РСФСР (23.09.1937)
- Народный артист Мордовской АССР

## Творчество

### Фильмография
- 1913 — Синий огонь − главная роль
- 1913 — Бич мира − главная роль
- 1915 — Белый генерал − генерал Скобелев
- 1915 — Марья Лусьева − стальной магнат Грот
- 1918 — Выстрел − Сильвио
- 1919 — Три портрета − Василий (главная роль)
- 1926 — Машинист Ухтомский − Ухтомский (главная роль)
- 1928 — Ледяной дом − Волынский (главная роль)
- 1935 — Гибель сенсации − Фельдмаршал
- 1936 — Последняя ночь − Леонтьев, отец
- 1936 — Юность − полковник
- 1949 — Сталинградская битва − Вейхс, генерал-полковник
- 1950 — Секретная миссия − Вандеркорн
- 1952 — Ревизор − Иван Лазаревич Растаковский